# Strophades
Les Strophades (en grec moderne : Στροφάδια) sont un petit archipel grec de deux îles qui font partie de l'archipel des îles Ioniennes, dans la mer Ionienne.

## Localisation
Les deux petites îles des Strophades sont à environ 44 km au sud de l'île-municipalité de Zante, à laquelle elles sont rattachées administrativement. Elles sont à la même latitude que la ville de Kyparissía sur le continent.
L'archipel fait partie du parc national marin de Zante - sans y être attenant.

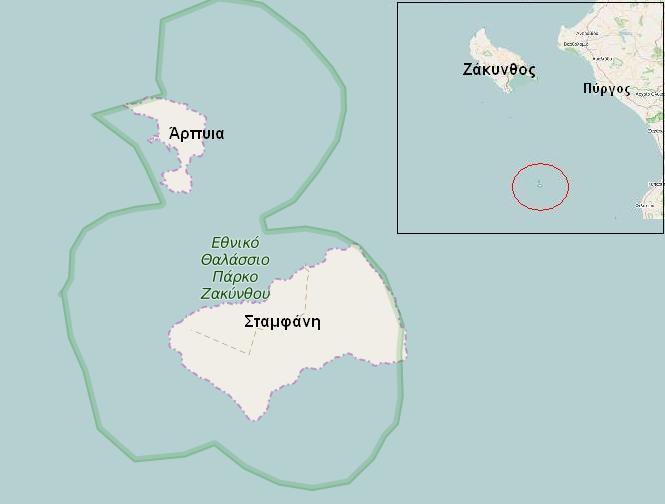
Les Strofades : Stamfani au sud, Arpia au nord ; dans l'encadré, leur situation par rapport à Zante au nord

## Description
L'île de Stamfáni (el), la plus grande, est habitée par un moine qui garde un monastère-forteresse construit en 1241. L'île d'Árpia (el), plus petite, est inhabitée.

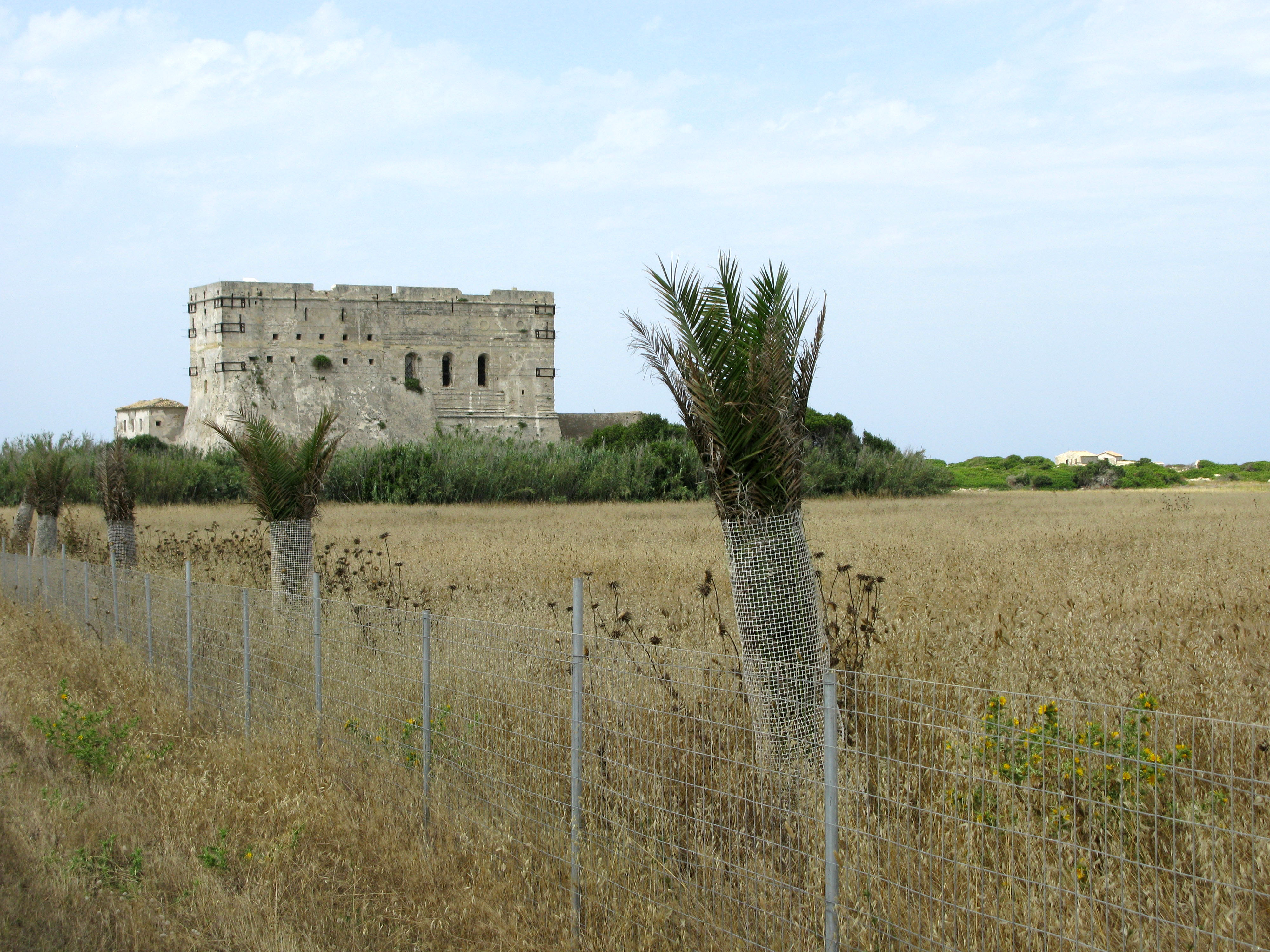
Monastère-forteresse sur Stamfáni
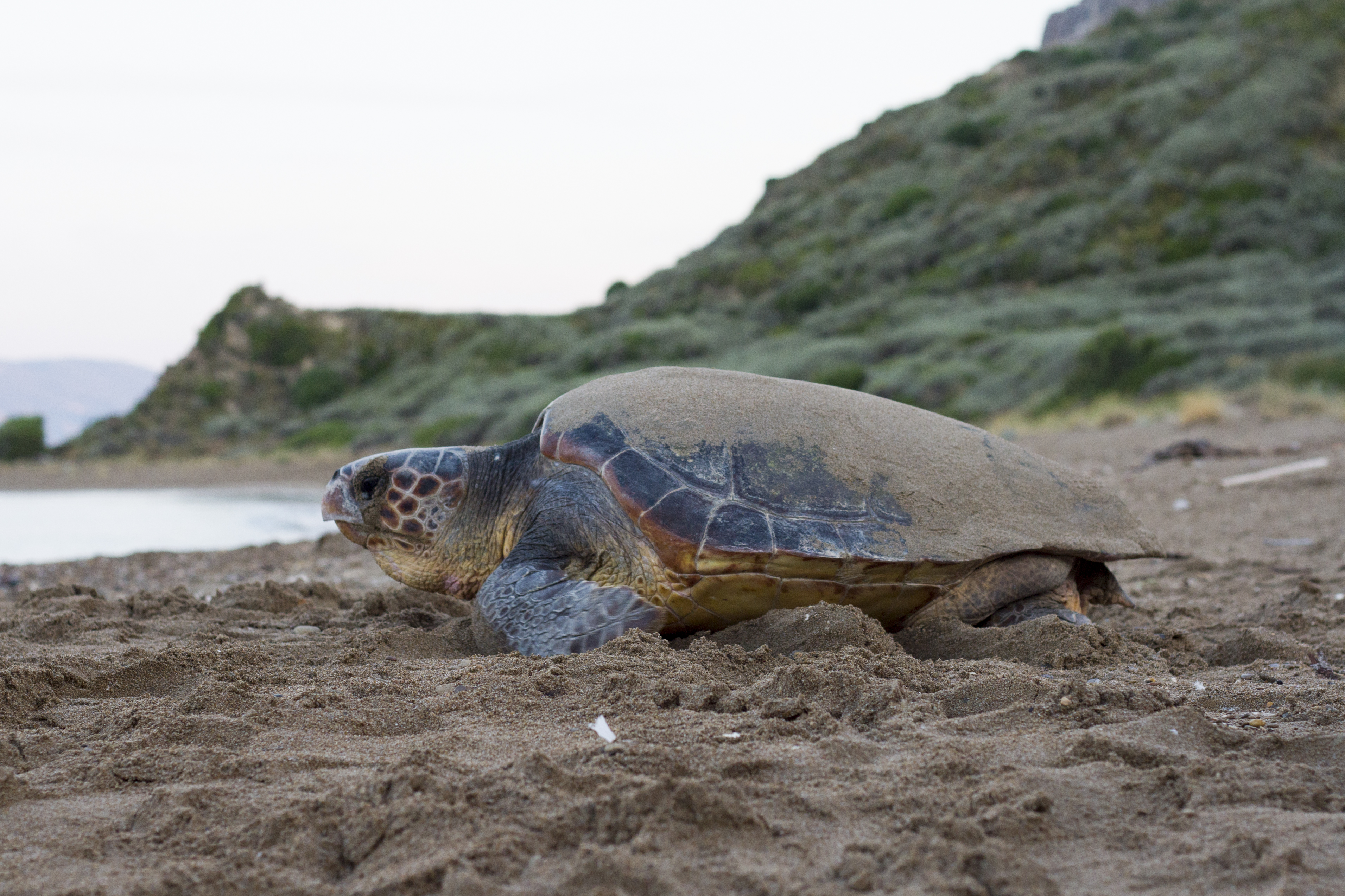
Tortue caouanne

## Environnement
Il y a une forte présence d'oiseaux sur ces îles. On y trouve notamment des puffins de Scopoli (Calonectris diomedea) et des passereaux migrateurs. On y observe aussi une grande migration printanière de tourterelles des bois (Streptopelia turtur), une espèce menacée selon l'Union internationale pour la conservation de la nature.[réf. nécessaire]

### Webographie
- Ressources relatives à la géographie :   - Common Database on Designated Areas
  - European Nature Information System
  - Natura 2000
- Notices d'autorité :   - GND